# Boualem Khoukhi
Boualem Khoukhi (arabisch بوعلام خوخي; * 9. Juli 1990 in Bou Ismaïl, Algerien) ist ein katarisch-algerischer Fußballspieler.

## Karriere

### Klub
In der Jugend spielte er für JSM Chéraga und ging ab der Saison 2007/08 auch in deren erste Mannschaft über. Zur Spielzeit 2009/10 wechselte er schließlich nach Katar um sich dort al-Arabi anzuschließen. Seit der Spielzeit 2017/18 steht er bei al-Sadd unter Vertrag. Mit diesen gewann er bislang drei Mal die Meisterschaft sowie zweimal den Emir-Cup als auch jeweils einmal den Super-Cup und den League-Cup.

### Nationalmannschaft
Sein Debüt für die A-Nationalmannschaft hatte er am 21. Dezember 2013 bei einer 1:1-Freundschaftsspiel gegen Bahrain. Wo er in der Startelf stand und in der zweiten Halbzeit für Ismaeel Mohammed ausgewechselt wurde. Kurz darauf stand er auf im Kader der Westasienmeisterschaft 2013, welche er mit seinem Team am Ende auch gewinnen konnte. Weiter ging es dann mit dem Sieg des Golfpokal 2014 und der Teilnahme an der Asienmeisterschaft 2015, in der er mit seiner Mannschaft aber keinen einzigen Punkt in der Gruppenphase einfahren konnte.
Anschließend wurde er in weiteren Freundschafts- als auch Qualifikationsspielen für die Weltmeisterschaft 2018 eingesetzt. Sein nächstes Turnier war dann erst die Asienmeisterschaft 2019, welche er mit seiner Mannschaft dann auch gewann und spielte auch bei der Copa América 2019 und dem Golfpokal 2019 mit. Später spielte er auch mit der Mannschaft beim Gold Cup 2021 und erreichte mit dieser beim FIFA-Arabien-Pokal 2021 den dritten Platz.